# Capeta cachimbo
Capeta cachimbo là một loài nhện trong họ Salticidae.
Loài này thuộc chi Capeta. Capeta cachimbo được Hipólito Ruiz López & Antonio D. Brescovit miêu tả năm 2006.